# فورد وگا
فورد وگا (Ford Vega) خودرویی است که در سال‌های ۱۹۵۳تولید شده است.
این خودرو در کلاس خودرو اسپورت قرار گرفته طراحی آن خودروهای موتور جلو-محور عقب بوده است. سیستم جعبه‌دندهٔ آن دنده به صورت دستی است.